# Johann Andreas Mauersberger der Ältere
Johann Andreas Mauersberger der Ältere (* 28. August 1649 in Treschen, Fürstentum Breslau; † 20. Oktober 1693 in Panthenau, Fürstentum Brieg) war ein deutscher evangelischer Theologe, Epigrammatiker, Dichter und Erbauungsschriftsteller.

## Leben
Mauersberger besuchte nach der Schule in Oels das Gymnasium in Breslau. Ab dem 10. Oktober 1667 studierte er an der Universität Wittenberg, wo er am 24. Juli 1669 den Grad eines Magisters erwarb. Mehrere Jahre lebte Mauersberger als Hauslehrer in Brieg. 1677 wurde er Pfarrer in Panthenau. 1676 betrauerte Mauersberger „mit Thränen-benetzter Feder“ den Tod Georg Wilhelms, des letzten Herzog aus dem Geschlecht der Schlesischen Piasten. Aus demselben Anlass verfasste Mauersberger in Brieg 1676 eine Rede „Auß Dem Grabe Deß ... Georg Wilhelms“. Lesenswert ist sein in Brieg 1679 erschienenes über 2000 Alexandriner zählendes Lobgedicht Breßlau... Das Haupt Schlesiens.

## Werkauswahl
- Dissertatio Historica De Vratislavia. Wittenberg 1669. (Digitalisat)
- Vier Hundert Biblische Grab-Schrifften. Jacob, Brieg 1674. (Digitalisat)
- Die Fürstliche Residenz-Stadt. Tscherning, Brieg 1675.
- Das höchst-loblich- und glorwürdigste Ertz-Haus Oesterreich. Jacob, Brieg 1775. (Digitalisat)
- Unsterblichkeit Deß ... Ertz-Hauses Oesterreich. Brieg 1675
- Breßlau, die Weit-Berühmte Stadt, das Haupt Schlesiens. Tscherning, Brieg 1679. (Digitalisat)
- Andächtiger Hertzens-Wecker. Wittenberg 1684
- Geistliches Rauch-Werck. Brieg 1686